# Hulman Building
El Hulman Building (originalmente Central Union Bank, convertido en Morris Plan Bank) es un edificio art déco de diez pisos en el centro de la ciudad de Evansville, en el estado de Indiana (Estados Unidos). La construcción comenzó en 1928 y se completó en 1930 con una fachada de ladrillo de color amarillo claro. Fue el primero de varios edificios art déco de la ciudad.
Inicialmente fue construido como el nuevo edificio del Central Union Bank y está incluido en el Registro Nacional de Lugares Históricos como "Plan Morris (Central Union Bank)". Sin embargo, el banco quebró el 11 de enero de 1932 durante el apogeo de la Gran Depresión. Es más comúnmente conocido como el edificio Hulman debido a que fue propiedad posterior de la familia Hulman de Terre Haute, antiguos propietarios del Indianapolis Motor Speedway.
El edificio fue la sede de Vectren y sus empresas predecesoras hasta mayo de 2005, cuando se completó la nueva sede de Vectren junto al río Ohio. Actualmente alberga el Evansville Commerce Bank y un bufete de abogados, entre otros.